# Twin Lakes (Fredericksburg, Virginia)
Die Twin Lakes bilden einen kleinen Stausee in Fredericksburg im US-Bundesstaat Virginia. Er dient der Wasserspeicherung und liegt 48 M.ü.d.M.

## Nachweise
- Twin Lakes. In: Geographic Names Information System. United States Geological Survey, United States Department of the Interior (englisch).